# Acrocephalus tangorum
El carricerín manchú (Acrocephalus tangorum) es una especie de ave paseriforme de la familia Acrocephalidae propia del este de Asia. Anteriormente se clasificaba como una subespecie del carricero agrícola (A. agricola).

## Distribución y hábitat
El carricerín manchú es pájaro migratorio que cría en el noreste de China y sureste de Rusia, y en invierno se desplaza al sur hasta Indochina y el norte de la península malaya. Su hábitat natural son los humedales del interior continental. Está amenazado por la pérdida de hábitat.